# Ващенко Юлія Юріївна
Ва́щенко Ю́лія Ю́ріївна, відома також як Карпенкова Ю́лія Ю́ріївна (нар. 31 січня 1978, Дніпропетровськ, СРСР) — українська футболістка, що виступала на позиції захисника. Відома перш за все завдяки виступам у складі жіночої збірної України, харківського «Житлобуду-1» та низці інших українських клубів. Учасниця чемпіонату Європи з футболу серед жінок (2009).

## Досягнення
- Чемпіонка України (8): 1997, 2000, 2001, 2003, 2004, 2006, 2008, 2010
- Срібна призерка чемпіонату України (8): 1995, 1996, 1999, 2005, 2007, 2009, 2011, 2012
- Бронзова призерка чемпіонату України (1): 2002
- Володарка Кубка України (9): 1995, 1997, 2001, 2003, 2004, 2006, 2007, 2008, 2012
- Фіналістка Кубка України (6): 1996, 1999, 2005, 2009, 2010, 2011